# Astragalus sphaerocystis
Astragalus sphaerocystis är en ärtväxtart som beskrevs av Aleksandr Andrejevitj Bunge. Astragalus sphaerocystis ingår i släktet vedlar, och familjen ärtväxter. Inga underarter finns listade i Catalogue of Life.